# دراوینه
دراوینه (به لهستانی:  Drawiny) یک روستا در لهستان است که در گمینا درزدنکو واقع شده‌است. دراوینه ۴۷۰ نفر جمعیت دارد.